# Marie Cornélie van Wassenaer Obdam

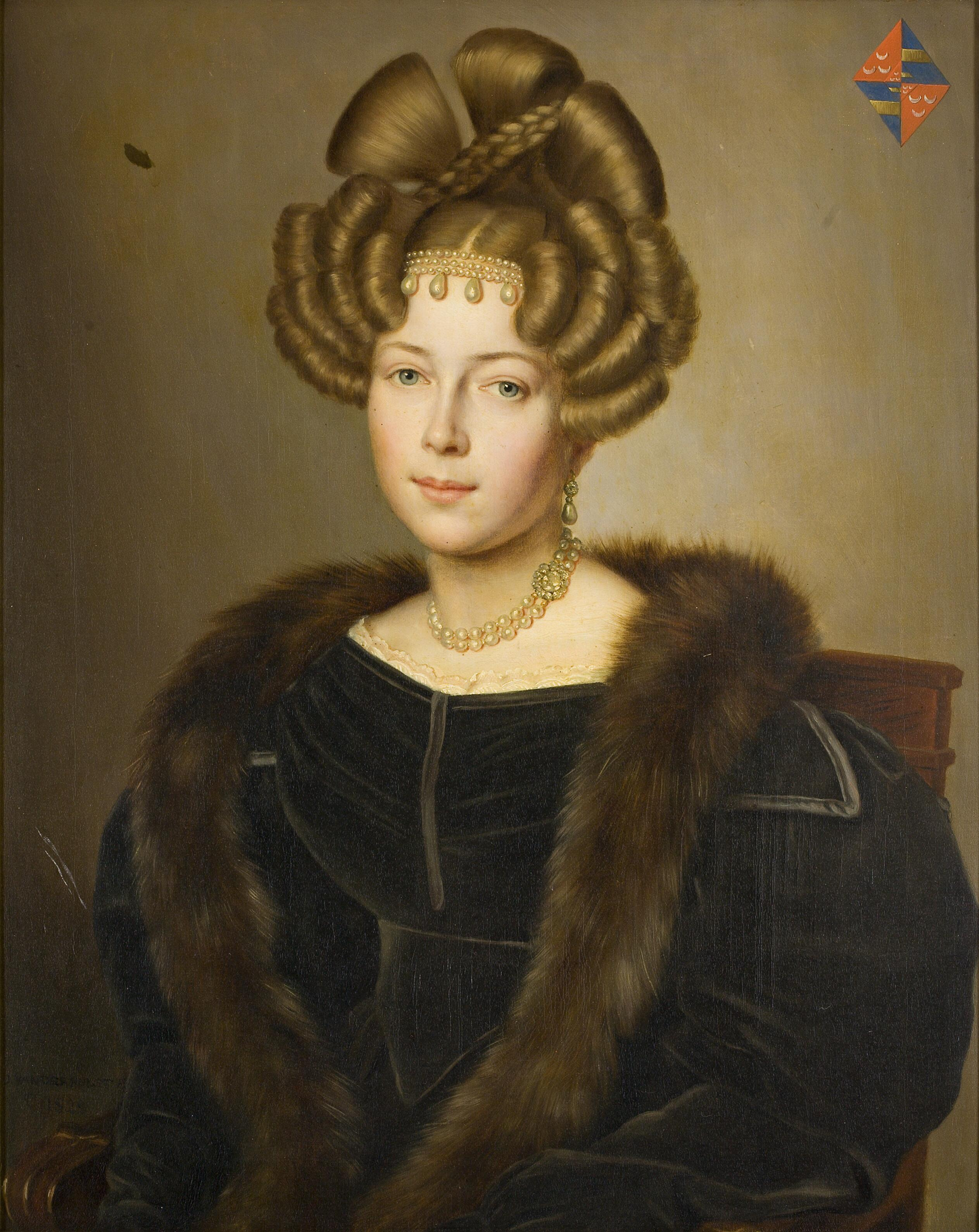
Portret van Marie Cornélie van Wassenaer Obdam dat wordt bewaard op Twickel (Jean-Baptiste van der Hulst, 1829)

Marie Cornélie gravin van Wassenaer, vrouwe van Wassenaar, Lage, Twickel, Weldam en Olidam, Obdam, Spierdijk, Hensbroek, Wogmeer, Zuidwijk en Kernheim (Amsterdam, 21 september 1799 – Den Haag, 31 maart 1850) was de erfdochter van kasteel en landgoed Twickel, en door haar huwelijk in 1831 met Jacob Dirk Carel van Heeckeren van Wassenaer kwam het in handen van de familie Van Heeckeren.

## Levensloop
Marie Cornélie van Wassenaer werd geboren als dochter van Jacob Unico Wilhelm van Wassenaer Obdam en Margaretha Helena Alewijn (1776-1802). Toen Marie Cornélie drie jaar was, overleed haar moeder aan tuberculose. Samen met haar vader woonde ze 's zomers op Twickel en 's winters in Den Haag. Marie Cornélies vader hertrouwde met Sophia Wilhelmina Petronella van Heeckeren van Kell, een ander lid van de Van Heeckerenfamilie. Ze volgde thuis onderwijs en verbleef, om de jicht die ze sinds haar geboorte had te bestrijden, regelmatig in kuuroorden in Frankrijk en Duitsland. Na het overlijden van haar vader, in 1812, werd Marie Cornélie in 1816 op zestienjarige leeftijd meerderjarig verklaard. Nu kon zij vrijelijk over haar deel van de erfenis beschikken.
De stiefmoeder van Marie Cornélie van Wassenaer, barones Van Heeckeren Van Kell, had goede connecties met het hof van koning Willem I. In 1824 reisde Marie Cornélie met haar stiefmoeder mee in het gevolg van prinses Anna Paulowna naar Sint-Petersburg, die op bezoek ging bij de Romanovs. Zowel tijdens de heen- en terugreis als tijdens het verblijf in Sint-Petersburg hield Marie Cornélie (in het Frans) een dagboek bij, waarin naast verhalen over de reizen ook beschrijvingen van hofetiquette, visites, diners, soupers en bals staan.
In september 1825 werd Marie Cornélie, bij terugkomst op Twickel, officieel tot hofdame van Anna Paulowna aangesteld. Na 's zomers aan het hof en 's winters in Delden, legde ze in 1831 haar functie weer neer. Toen trouwde ze ook met haar jongere neef, mr. Jacob Dirk Carel van Heeckeren van Wassenaer. Bij dit huwelijk verwisselde Marie Cornélie, op verzoek van haar stiefmoeder, de naam Van Wassenaer voor die van Van Heeckeren van Wassenaer. Ze vestigden zich op Twickel en maakten diverse reizen. Ook gaf Jacob Dirk Carel opdracht Twickel op te knappen, te moderniseren en uit te breiden. Tevens vulde hij het met kunst en betaalde dit alles uit de erfenis van zijn vrouw. Na het overlijden van haar stiefmoeder, besloot Marie Cornélie de naam van haar vader terug te nemen.
In februari 1850 verbleef ze in Den Haag, waar haar man sinds een jaar lid van de Eerste Kamer was, en werd er ziek. Na enkele weken overleed Marie Cornélie en werd ze begraven bij de dorpskerk van Wassenaar, waar ook haar stiefmoeder begraven lag. Marie Cornélie van Wassenaer bleef, ondanks haar grote kinderwens, kinderloos.
Na haar dood hertrouwde haar man in 1852 met Isabelle Antoinette barones Sloet van Toutenburg (1823-1872) met wie hij drie kinderen kreeg, onder wie Carel George Unico Willem van Heeckeren van Wassenaer, de latere heer van Twickel. De dochter van Jacob Dirk Carel kreeg dezelfde naam als zijn overleden eerste vrouw: Maria Cornelia.